# Chevrolet Styleline
 (janvier 2020).
Si vous disposez d'ouvrages ou d'articles de référence ou si vous connaissez des sites web de qualité traitant du thème abordé ici, merci de compléter l'article en donnant les références utiles à sa vérifiabilité et en les liant à la section « Notes et références ».
La Chevrolet Styleline est une gamme d'automobiles Chevrolet, commercialisées de 1949 à 1952. Elle est complétée par les Fleetline, des berlines fastback à 2 ou 4 portes qui s'éteignent en 1951-1952.
Les Styleline (Deluxe et Spéciale) succèdent aux Chevrolet Stylemaster et Fleetmaster, apparues en 1946, qui étaient des versions renommées et légèrement restylées des Master Deluxe et Fleetline Deluxe apparues en 1941.
Au cours des années d'après-guerre et jusqu'au début des années 1950, la gamme Deluxe (Fleetline incluses) est en tête des ventes de Chevrolet, offrant un équilibre de décorations et confort de conduite non disponible dans la série de base « Special »  ainsi qu'une gamme plus large de styles de carrosserie, dont les Bel Air hardtop coupé (à partir de 1950) avant que les Chevrolet Bel Air ne deviennent un modèle à part entière.

## Genèse
En 1941, la Master Deluxe et la Special Deluxe introduisent un nouveau châssis d'un empattement de 116 pouces (2,946 m), une carrosserie plus large, une nouvelle suspension, une calandre révisée et les phares intégrés aux ailes. L'année 1942 apporte plusieurs révisions et une calandre plus horizontale. Chevrolet reprendra la production de ces autos 1946 à 1948, renommées Stylemaster et Fleetmaster.
Aucun des grands constructeurs n'ayant pu développer des automobiles entièrement nouvelles pendant les années de guerre, il faudra attendre 1948 pour qu'Oldsmobile, Buick et Cadillac (les trois marques de prestige du groupe GM) introduisent des véhicules entièrement renouvelés. Chevrolet et Pontiac suivront en 1949 avec un style similaire, aux dimensions plus modestes.

## 1949-1952

### 1949

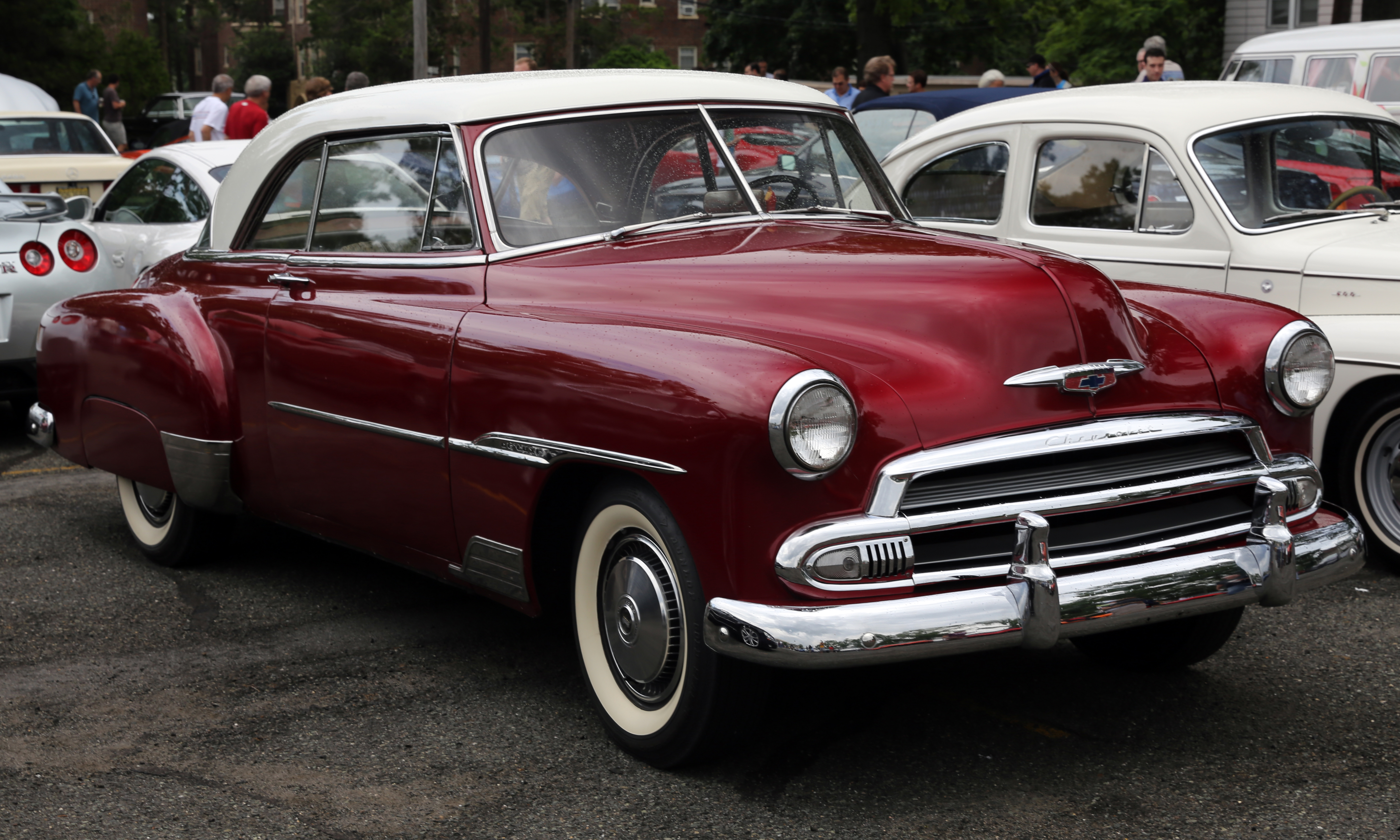
Bel Air de 1951.

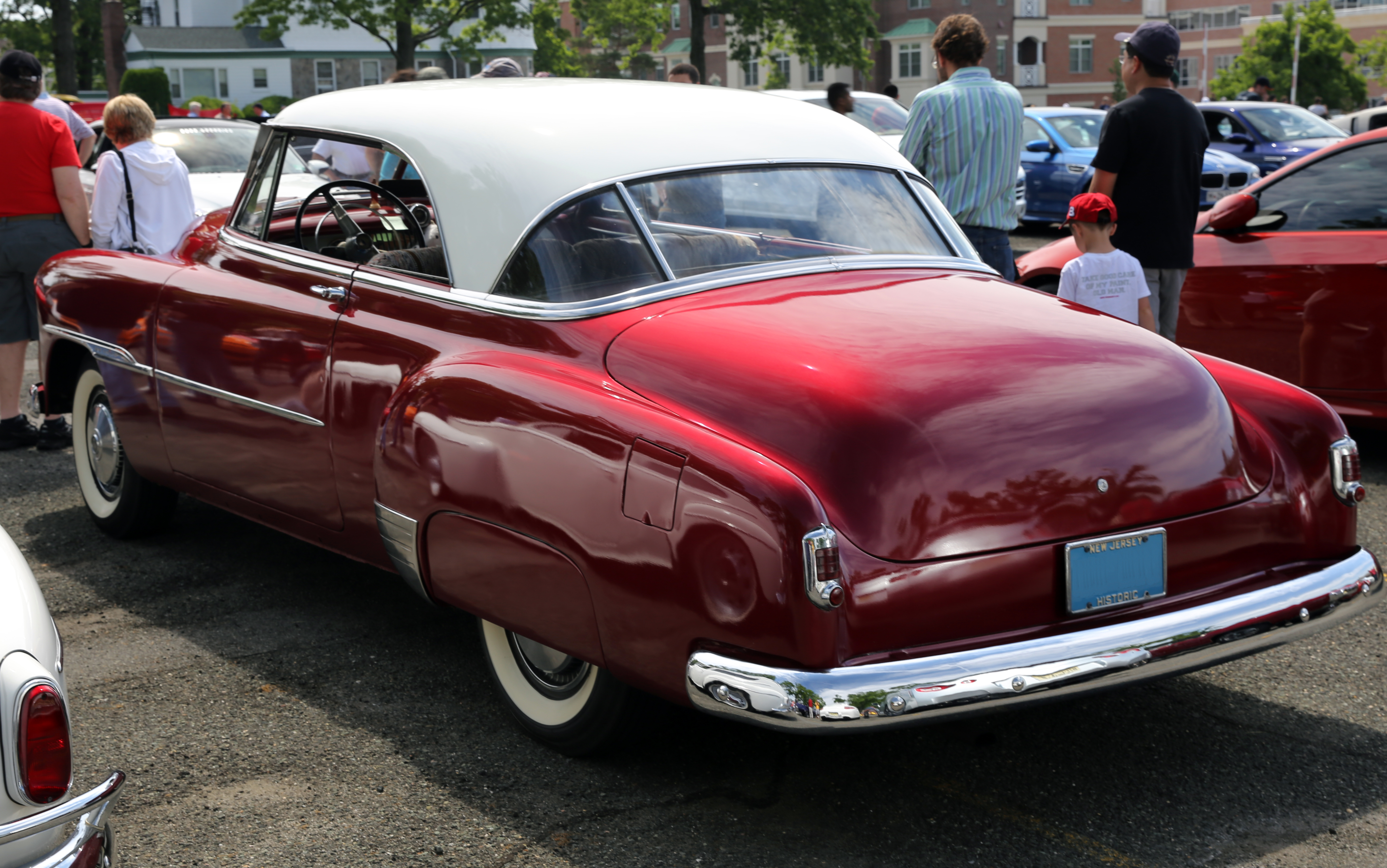
Vue arrière.

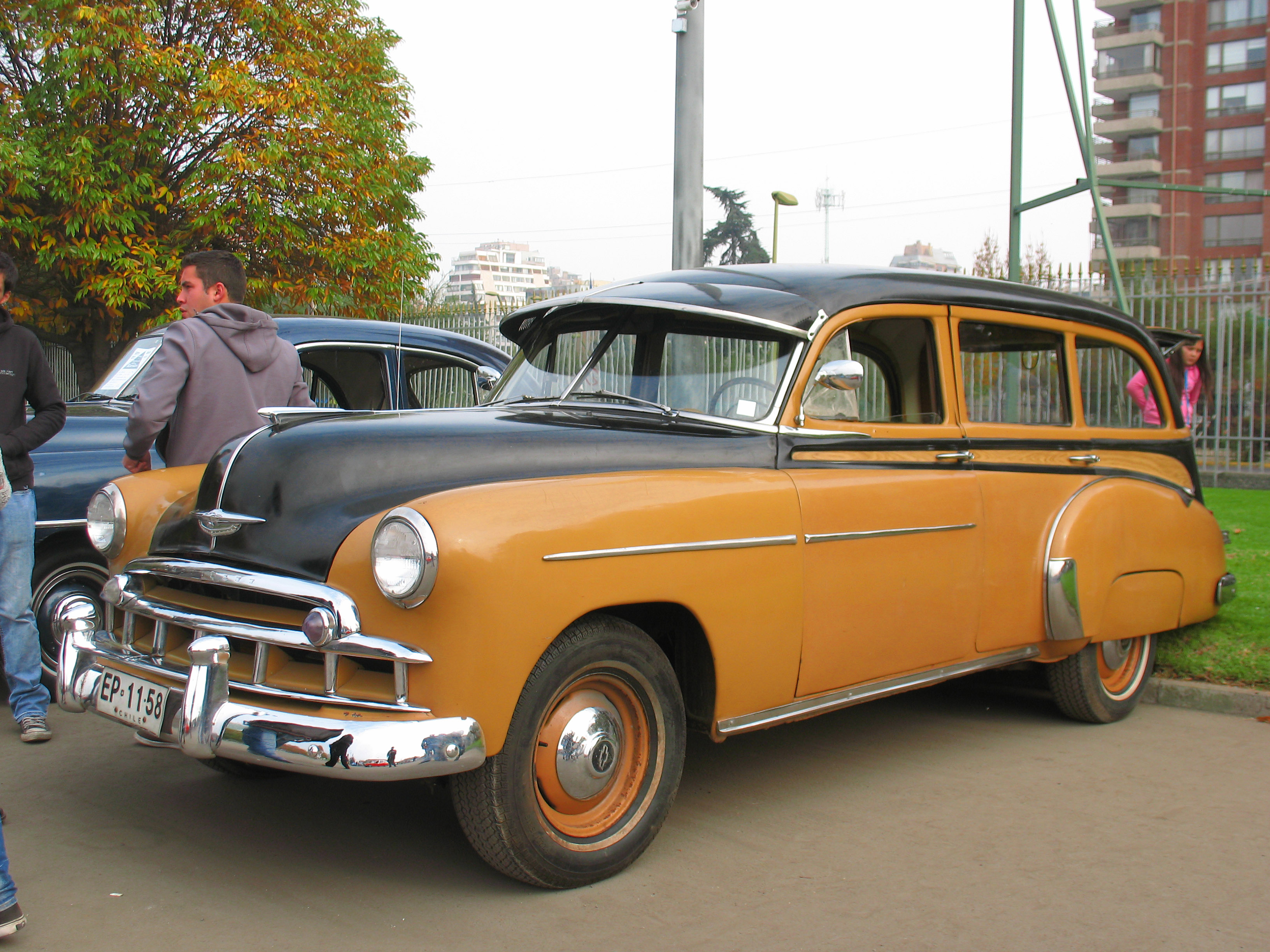
Break tout-acier de 1949, au Chili.

En 1949, toutes les Chevrolet connaissent leur premier renouvellement d'après-guerre. Les Stylemaster et Fleetmaster ont été renommées Styleline Special et Styleline Deluxe.
La Deluxe est la série haut de gamme pour Chevrolet, avec sept modèles ; la Special, moins chère, comporte 4 modèles coûtant autour de 1 400 $. Les freins étaient des tambours de 11 pouces. Elle avait une instrumentation complète et une suspension avant dotée de stabilisateurs.
En parallèle, Chevrolet offre les Fleetline (2 ou 4 portes) en gamme Deluxe et Special. Elles sont une version Fastback des Styleline avec un toit plus bas à la ligne fuyante. Très populaire et dépassant même les ventes des Styleline deux portes, cette série déclinera à partir de 1950, étant finalement réduites à un seul modèle en 1952.

### 1950
Beaucoup de choses ont changé pour les Styleline à partir de 1950, à commencer par l'apparition d'un coupé hardtop, nommé la Bel Air, comprenant des intérieurs en vinyle avec des touches de tissu et de cuir, une tapisserie complète et d'autres finitions non disponibles même dans la série Deluxe. L'extérieur, y compris la toiture en vinyle, et l'intérieur laissent le choix parmi une large gamme de livrées bicolores. Durant ces premières années, la Bel Air faisait officiellement partie de la gamme Styleline Deluxe. Les Bel Air de 1950 à 1952 ne partagent que leur partie avant avec le reste de la gamme. Le pare-brise, les portes, les vitres et le coffre sont communs avec le cabriolet Styleline, mais le toit, les quarts arrière et la grande lunette arrière sont spécifiques. Ces hardtops de première génération sont des coupés plus luxueux et largement vitrés conçus spécialement pour ressembler aux cabriolets, offrant le confort d'un toit métallique fixe. Le succès sera instantané : la première année, deux fois plus de Bel Air que de cabriolets seront produits, en 1951-52, ce sera sept fois plus, les Bel Air de 1952 dépassant même en quantité l'ensemble des coupés et des cabriolets vendus par Chevrolet la même année. Premier hardtop d'une marque généraliste à bas prix, rappelant ceux des constructeurs premium de General Motors, la Bel Air poussera Ford et Plymouth à mettre au point des versions similaires en 1951 : les Ford Victoria et Plymouth Belvedere.
L'autre innovation est la transmission Powerglide, automatique à deux vitesses, disponible exclusivement dans les modèles Deluxe et Bel Air. Elle est propulsée par un moteur six cylindres de 3 851 cm3 développant 106 ch (78 kW) et avait un différentiel arrière de 3,55:1 ; le moteur est devenu le «Blue Flame six». Les modèles vendus avec la transmission manuelle à trois vitesses standard ont conservé le moteur habituel de 3 548 cm3, développant 93 ch (69 kW).

### 1951-1952
L'année 1951 apporte surtout une calandre plus étirée intégrant les clignotants dans les coins. Tout au long des années d'après-guerre, de nombreuses options de confort, de commodité et de style sont disponibles, y compris le verre teinté à partir de 1952. . Après la fin de l'année modèle 1952, les anciens noms - Special et Deluxe - seront retirés et remplacés par les « 150 » et « 210 », avec des appointements similaires à leurs anciennes séries respectives. Le modèle Bel Air est devenu une série complète comprenant aussi des berlines à deux et quatre portes, un break et un cabriolet, représentant la série le plus haut de gamme.

### Modèles
De 1949 à 1952, Chevrolet proposera des berlines 2 ou 4 portes (Styleline Special et Deluxe), un coupé sport à deux rangées de sièges (Special et Deluxe), un coupé business au siège arrière remplacé par un coffre (Special uniquement) et un cabriolet deux portes (Deluxe seulement). La Bel Air, proposée exclusivement en Deluxe, n'existe qu'à partir de 1950.
Le break tout acier avec panneaux woody décoratifs existera de 1949 à 1952 mais, en 1949 seulement, il sera proposé en concurrence avec un véritable break woody avec une structure et des panneaux latéraux en bois. Ce dernier, plus rare et prisé par les collectionneurs, se reconnaît par des panneaux plus anguleux et du bois montant jusqu'à la base du toit tandis que les break 1949 tout acier ont des panneaux métalliques imitant visuellement l'aspect du bois et s'arrêtant aux seuils de fenêtre.

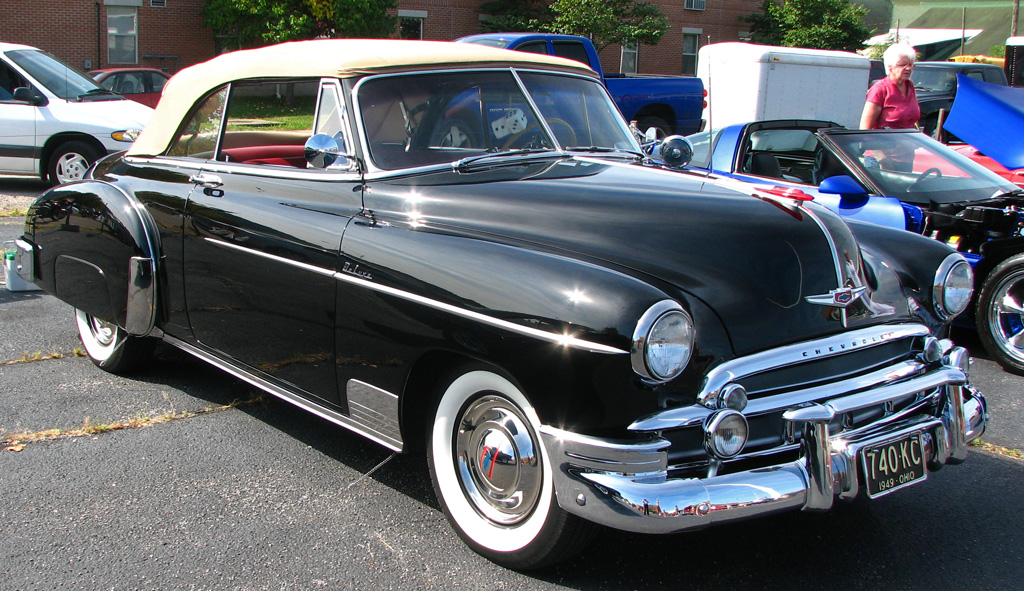
Cabriolet de 1949.
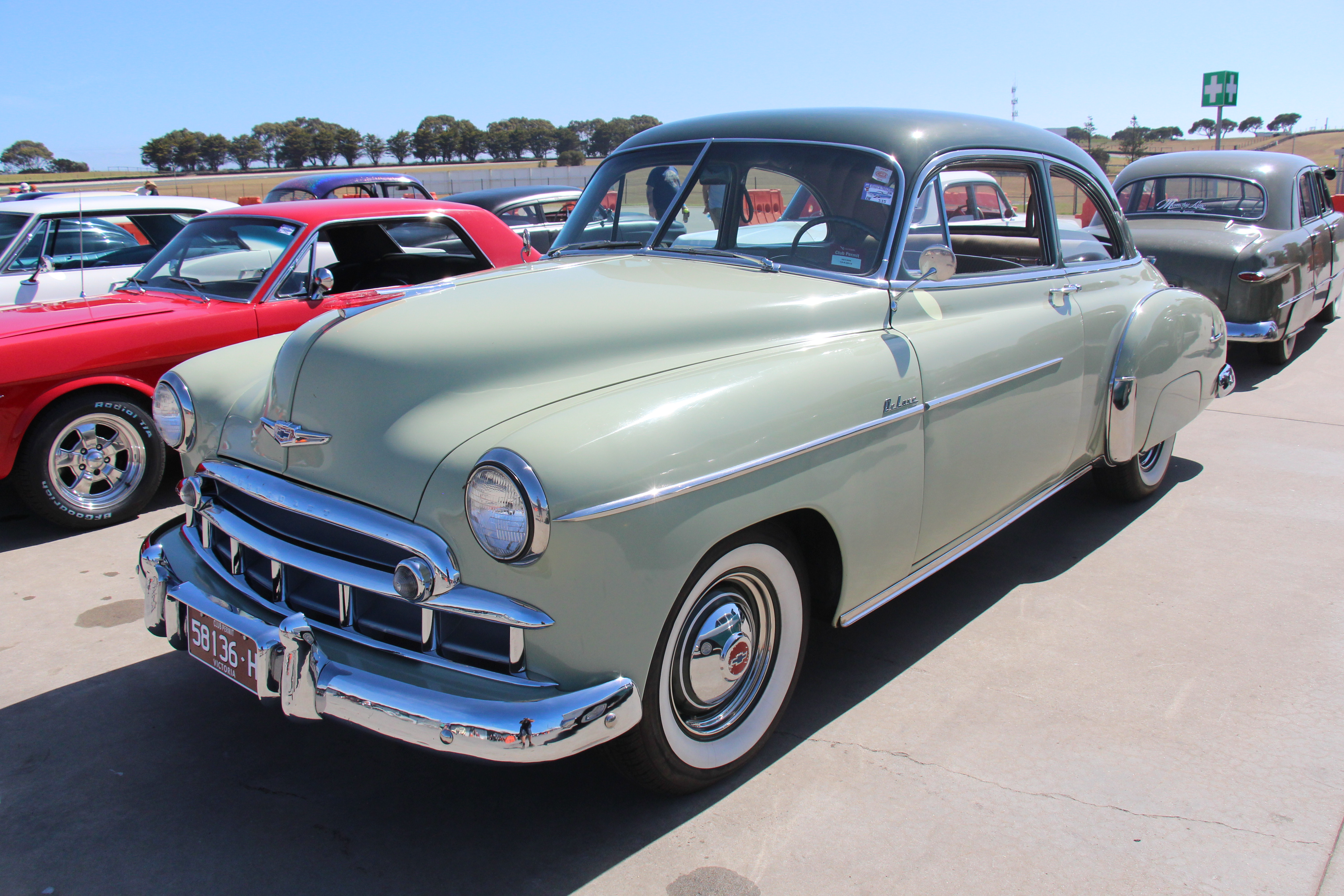
Coupé Deluxe de 1949. Les Business avaient le même aspect général.
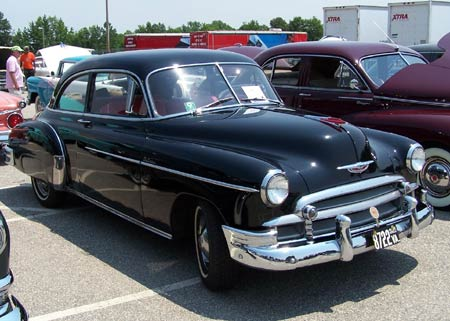
Berline deux portes de 1950.
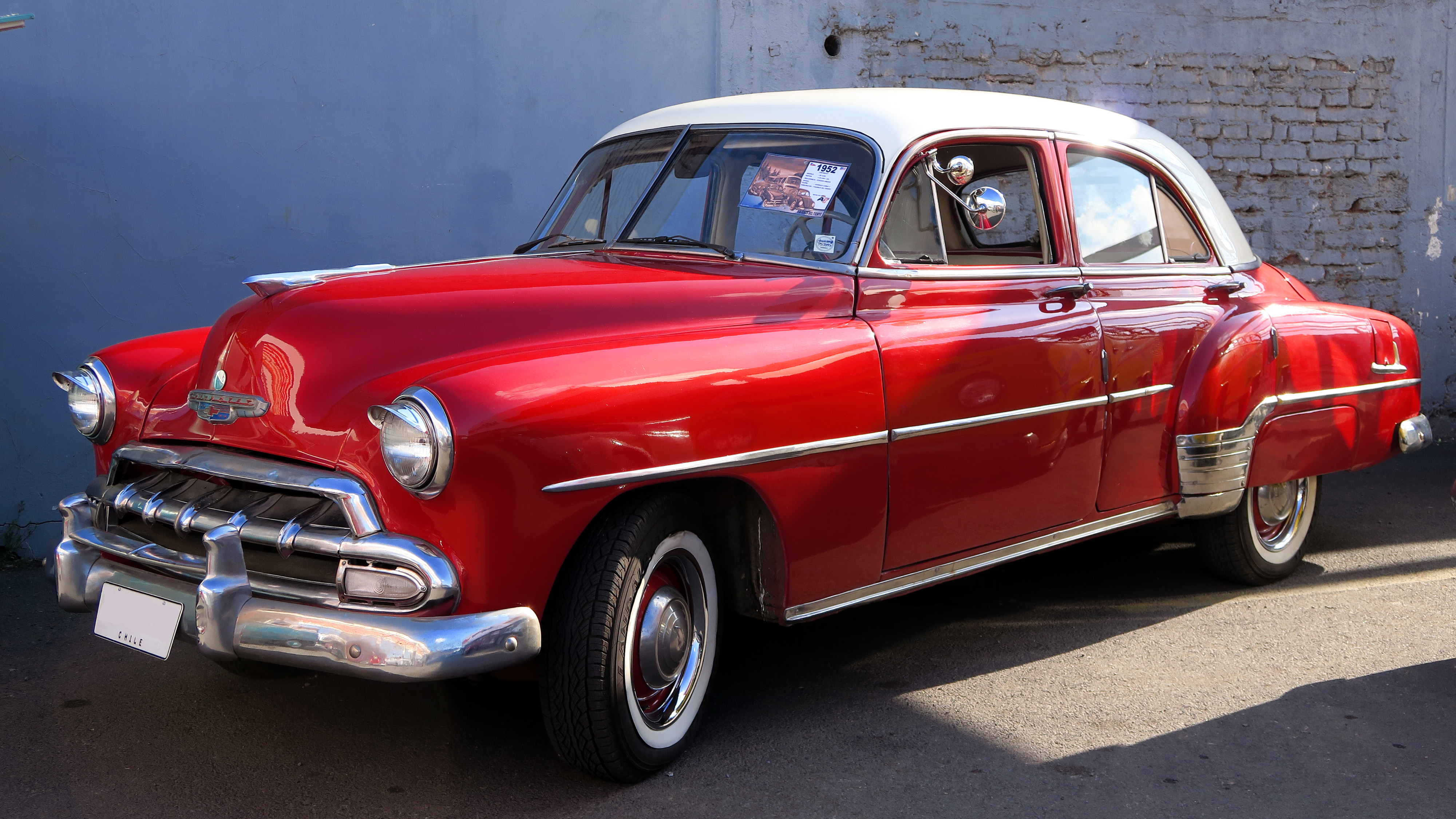
Berline Deluxe de 1952.

## Marchés internationaux

### Australie

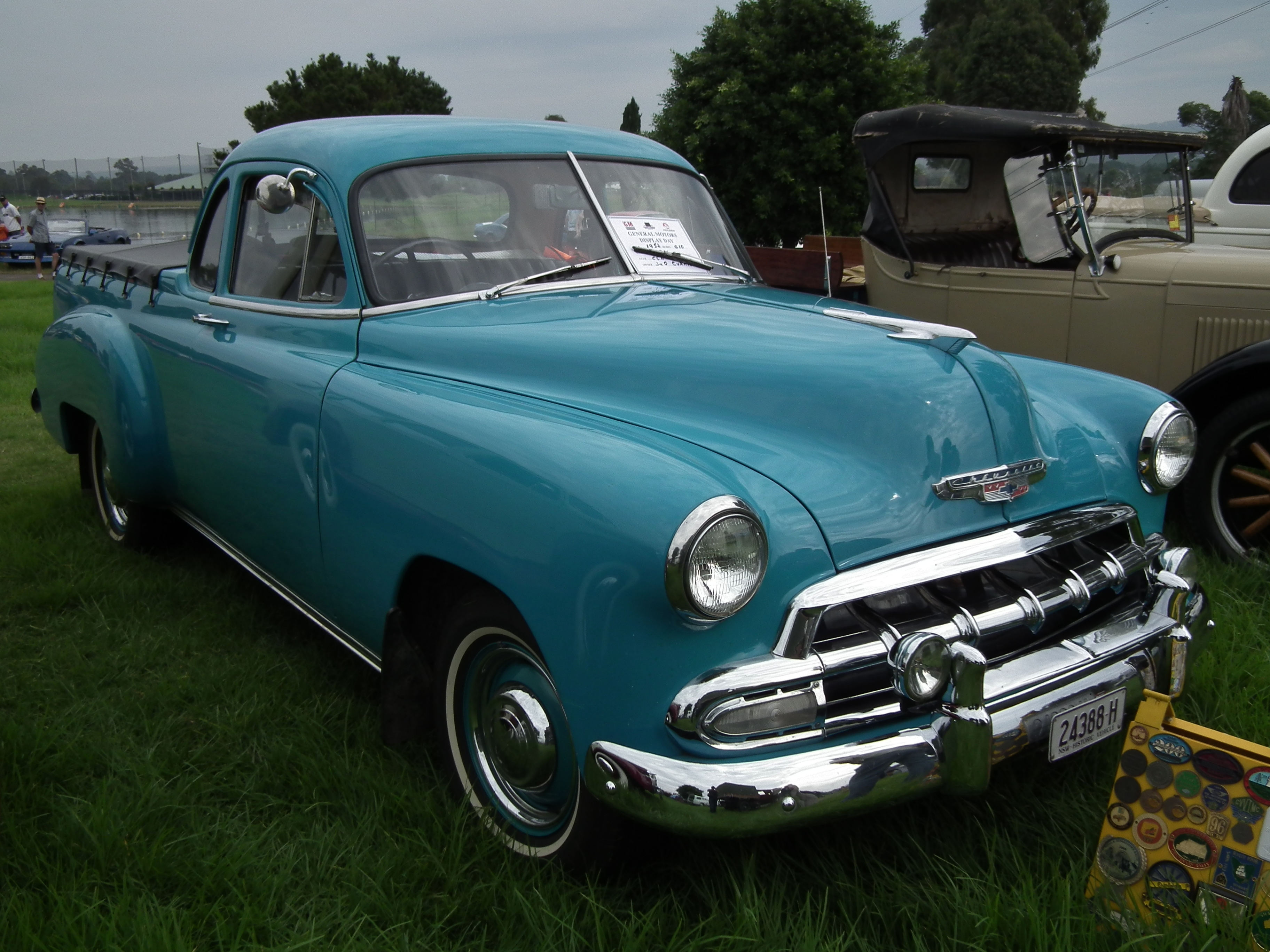
Chevrolet Styleline Special coupé utilitaire australienne de 1952.

L'assemblage australien est entrepris par General Motors-Holden's Ltd. pour la berline à quatre portes en finition Special ainsi qu'une variante utilitaire coupé-pickup à deux portes conçue localement. Elles remplacent des Stylemaster (principalement les utilitaires) et berlines Fleetmaster assemblées localement en réemployant les mêmes carrosseries depuis 1940.

### Nouvelle-Zélande
L'assemblage en Nouvelle-Zélande est réalisé par General Motors New Zealand à partir de 1947 à l'usine d'assemblage de Petone, près de Wellington à partir de kits semi-montés importés de l'usine canadienne de GM à Oshawa, en Ontario. Étant un autre pays du Commonwealth, l'Australie et la Nouvelle-Zélande importaient plus volontiers des kits du Canada que des États-Unis. Tous les modèles ont été assemblés en conduite à droite.